# Archichauliodes chilensis
Archichauliodes chilensis is een insect uit de familie Corydalidae, die tot de orde grootvleugeligen (Megaloptera) behoort. De soort komt voor in Chili.